# Carlos Frenk
Le professeur Carlos Silvestre Frenk (né le 27 octobre 1951) est un cosmologiste mexico-britannique. Son centre d'intérêt réside dans le domaine de la cosmologie, la formation des galaxies et les simulations informatiques de la formation des structures cosmiques.
Il est actuellement Professeur Ogden de physique fondamentale et Directeur de l'Institut de cosmologie informatique (Institute of Computational Cosmology) à l'Université de Durham et chercheur principal du Virgo Consortium (en).
Il a obtenu son doctorat en astronomie à l'Université de Cambridge en 1981. Il est membre de la Royal Society. Il se bat continuellement avec la technologie actuelle alors qu'il utilise un super-calculateur.
En 2010 il reçoit le Fred Hoyle Medal and Prize de l'Institute of Physics pour ses travaux sur la modélisation de la matière noire froide.